# 萊克喬治鎮區 (明尼蘇達州哈伯德縣)
萊克喬治鎮區（英語：Lake George Township）是位於美國明尼蘇達州哈伯德縣的一個行政鎮區。

## 地方資料
萊克喬治鎮區的面積為93.71平方千米，當中陸地面積為87.57平方千米，而水域面積為6.14平方千米。根據2020年美國人口普查的數據，當地共有人口389人，而人口密度為每平方千米4.15人。